# Dylan Slevin
Dylan Slevin (* 19. November 2002 in Borrisokane) ist ein irischer Dartspieler.

## Karriere
Dylan Slevin gewann 2019 mit dem irischen Team den Titel beim WDF Europe Cup Youth. Im Einzel schied er im Viertelfinale gegen den Niederländer Jurjen van der Velde aus. 2022 spielte Slevin beim Irish Classic sein erstes größeres Turnier im Herrenbereich. Bei den Irish Open konnte er unter anderem mit Siegen über Nick Kenny, Neil Duff, Richard Veenstra und Chris Landman ins Finale einziehen. Dort verlor er gegen Jelle Klaasen jedoch mit 3:6. Des Weiteren nahm Slevin an einigen Turnieren auf der PDC Development Tour 2022 teil, wo er zweimal ein Halbfinale erreichen konnte. Durch diese Resultate qualifizierte er sich auch für die PDC World Youth Championship 2022, wo er im Viertelfinale vorspielte, dem späteren Sieger Josh Rock mit 4:6 unterlag. Im Januar 2023 konnte er sich bei seiner ersten Teilnahme an den PDC Qualifying School eine Tour Card für die PDC Pro Tour erspielen. Über die Rangliste der PDC Pro Tour qualifizierte er sich zum ersten Mal für die Weltmeisterschaft der PDC, unterlag bei seinem Debüt aber in Runde eins dem Deutschen Florian Hempel.
Bei seiner zweiten WM-Teilnahme bei der PDC World Darts Championship 2025 konnte er in Runde 1 das irische Duell gegen William O’Connor mit 3:1 in Sätzen für sich entscheiden, musste sich jedoch in seinem Zweitrundenspiel gegen den amtierenden UK-Open-Sieger Dimitri Van den Bergh mit 0:3 geschlagen geben.

## Titel

### PDC
- Secondary Tour Events
  - PDC Development Tour
    - PDC Development Tour 2023: 2

## Weltmeisterschaftsresultate

### PDC-Junioren
- 2022: Viertelfinale (4:6-Niederlage gegen  Josh Rock)
- 2023: Achtelfinale (3:6-Niederlage gegen  Gian van Veen)
- 2024: Halbfinale (2:6-Niederlage gegen  Gian van Veen)

### PDC
- 2024: 1. Runde (1:3-Niederlage gegen  Florian Hempel)
- 2025: 2. Runde (0:3-Niederlage gegen  Dimitri Van den Bergh)

## Turnierergebnisse
| Turnier                     | 2023 | 2024 | 2025 |
| --------------------------- | ---- | ---- | ---- |
| PDC-Ranking-Turniere        |      |      |      |
| Weltmeisterschaft           | n/q  | 1R   | 2R   |
| World Masters               | n/a  | n/a  | VR   |
| UK Open                     | 4R   | 3R   | 5R   |
| Players Championship Finals | 1R   | n/q  |      |
| Karrierestatistiken         |      |      |      |
| Jahresendplatzierung        | 88   | 67   |      |

| Legende zu den Turnierergebnissen | Legende zu den Turnierergebnissen | Legende zu den Turnierergebnissen | Legende zu den Turnierergebnissen | Legende zu den Turnierergebnissen | Legende zu den Turnierergebnissen | Legende zu den Turnierergebnissen | Legende zu den Turnierergebnissen | Legende zu den Turnierergebnissen | Legende zu den Turnierergebnissen |
| --------------------------------- | --------------------------------- | --------------------------------- | --------------------------------- | --------------------------------- | --------------------------------- | --------------------------------- | --------------------------------- | --------------------------------- | --------------------------------- |
| n/t                               | nicht teilgenommen                | n/q                               | nicht qualifiziert                | n/a                               | nicht ausgetragen                 | #R                                | Aus in jeweiliger Runde           | GP                                | Aus in der Gruppenphase           |
| AF                                | Achtelfinalist                    | VF                                | Viertelfinalist                   | HF                                | Halbfinalist                      | F                                 | Turnierfinalist                   | S                                 | Turniersieger                     |